# Sangha Dachang Rimay
Le Sangha Dachang Rimay aussi appelé congrégation Dachang Rimé est une communauté mixte de pratiquants suivant la tradition du Bouddha et fondée en 1979. C'est une communauté reconnue comme congrégation depuis 1994 par le ministère de l'Intérieur sur décret d'État, regroupant l'Institut Karma Ling et des centres urbains Dharma-Ling.

## Dénomination
Sangha signifie en sanskrit « communauté » ou « confrérie ».
La transmission du Sangha Rimay est celle des traditions de Mahâmudrâ (la Grande Union) et de Dzogchen (la Grande Perfection). Le sangha a une filiation particulière dans les lignées Shangpa et Dagpo de l’école Kagyü, deux traditions qui constituent le nom Dachang.
Rimay est un terme tibétain signifiant « sans parti pris ».

## Localisation
La maison mère du Sangha Rimay International se trouve sur le lieu historique de l'ancienne chartreuse de Saint-Hugon, appelé aujourd'hui Domaine d'Avallon. On y trouve les sièges de l'institut Shangpa Karma Ling, de l'European Mindfulness Center et de l'association Garouda Ling qui sont respectivement les structures encadrant les programmes de transmissions, d'études et de pratiques du Dharma, de pleine présence et des retraites individuelles de courte, moyenne et longue durée.  
Les centres de pratique situés dans les grandes villes françaises et européennes et rattachés à la communauté Rimay s'appellent des Sangha Loka et se structurent au sein d'une fédération internationale.

## Histoire
La communauté Shangpa Rimay International (SRI) est fondée en 1979/1980. Elle est reconnue comme congrégation en 1994 par l’État français,.

## Organisation
Le directeur spirituel du Sangha est Lama Denys Rinpoché. L'un des héritiers spirituels de Kalou Rinpoché, il est le supérieur de la communauté Rimay Internationale, détenteur de la lignée Shangpa et lama source de ses transmissions ; il est à l’origine du Sangha depuis ses débuts en 1980. La communauté Rimay Internationale est une communauté autonome Shangpa Kagyü, rattachée au Shangpa Network et à son conseil Shangpa. Elle est sous la protection du Taï Situ Rinpoché et du second Kalou Rimpoché.
Il est membre de la Fédération du bouddhisme tibétain et de l'Union bouddhiste de France.

## RevueDharma
Lama Denys publie la revue Dharma entre 1988 et 2005, à raison de trois numéros par an. Son 50e et dernier numéro paraît en août 2005. En avril 1997, paraît un numéro spécial à l'occasion de la visite ce même mois du 14e dalaï-lama en France. Pendant plus de dix ans, la revue est une vitrine du bouddhisme en France. Elle couvre d'une part la pratique et d'autre part les conceptions du dalaï-lama, notamment en matière d'écologie, d'aide humanitaire, de société. Elle comporte une page dédiée au Bureau du Tibet à Paris. L'Union bouddhiste de France (UBF) publie régulièrement une chronique dans Dharma concernant le plus souvent des rapports des commissions de l'UBF sur la bioéthique, ou encore le travail social des aumôniers bouddhistes des prisons.